# Stenogobius beauforti
Stenogobius beauforti és una espècie de peix de la família dels gòbids i de l'ordre dels perciformes.

## Morfologia
- Els mascles poden assolir 4,8 cm de longitud total i les femelles 4,98.[4][5]

## Hàbitat
És un peix d'aigua dolça, de clima tropical i demersal.

## Distribució geogràfica
Es troba a la costa septentrional de Nova Guinea i, també, a Irian Jaya (Indonèsia).

## Observacions
És inofensiu per als humans.